# Inno Setup
Inno Setup je prostředí sloužící k vývoji instalačního průvodce pro prostředí operačních systémů Microsoft Windows. Od roku 1997 jej vyvíjí Jordan Russel a od roku 2000 se na vývoji podílí Martijn Laan. Byl třikrát za sebou oceněn cenou Shareware Industry Awards v letech 2002 až 2004.
Inno Setup se vyznačuje poměrně velkou snadností pochopení vytváření instalačních průvodců. Jejich chování se definuje pomocí skriptu, na základě kterého se pak vygeneruje spustitelný soubor s instalačním průvodcem.
Někteří lidé vytvořili na základě zdrojového kódu Inno Setup vlastní verze Inno Setup nebo jeho rozšíření. Například rozšíření My Inno Setup Extensions vytvořil Martijn Laan. Zaher vytvořil vlastní verzi Bidi Inno Setup s podporou psaní zprava doleva a podporou jazyků jako jsou arabština a hebrejština.

## Klíčové funkce
- Podpora pro všechny verze Windows: Vista, XP, 2003, 2000, Me, 98, 95 a NT 4.0 (nejsou vyžadovány servisní balíčky Service Pack).
- Rozšířená podpora pro instalaci 64bitových aplikací v 64bitových edicích Windows Vista, Windows XP a Windows Server 2003. Jsou podporovány obě architektury x64 a Itanium. (Pro použití v Itanium je požadován Service Pack 1 v 64bitovém režimu).
- Podpora vytvoření jednoho EXE souboru pro instalaci vašeho programu pro jednoduchou online distribuci.
- Podporuje funkci "Disk spanning" pro distribuci velké aplikace na více instalačních médiích.
- Podpora grafického prostředí Windows 2000/XP.
- Volitelné typy instalace, např. plná, minimální, volitelná.
- Podpora úplného odebrání/odinstalace.
- Podpora kompresních formátů "deflate", bzip2 a 7-Zip LZMA.
- Schopnost porovnávat verze souborů, nahrazení právě používaných souborů, registrování knihoven DLL/OCX a instalace fontů.
- Vytváření zástupců kdekoli, včetně nabídky Start a Plochy.
- Vytváření záznamu v registrech Windows nebo souborech .INI.
- Integrovaná podpora skriptování v programovacím jazyce Pascal.
- Podpora vícejazyčného prostředí pro instalaci.
- Podpora instalací s heslem nebo šifrováním.
- Tichá instalace nebo odebrání.
- Dostupný zdrojový kód (Borland Delphi 2.0-5.0).

## Licence
Inno Setup je šířen jako produkt zdarma s možností použití výsledných instalačních průvodců ke komerčním účelům. Za určitých podmínek jsou dostupné ke komerčním účelům také zdrojové kódy.

## Ukázkový kód
```
[Setup]
AppName=My Program
AppVerName=My Program version 1.5
DefaultDirName={pf}\My Program
DefaultGroupName=My Program
UninstallDisplayIcon={app}\MyProg.exe
Compression=lzma
SolidCompression=yes
OutputDir=userdocs:Inno Setup Examples Output

[Files]
Source: MyProg.exe; DestDir: {app}
Source: MyProg.chm; DestDir: {app}
Source: Readme.txt; DestDir: {app}; Flags: isreadme

[Icons]
Name: {group}\My Program; Filename: {app}\MyProg.exe
```

## Další externí nástroje a rozšíření
Mezi nejznámější rozšíření nebo pomocné nástroje pro Inno Setup je velmi pokročilý editor ISTool Bjørnara Hendena. Tento editor podporuje různé jazyky a velmi urnadňuje práci s instalačním skriptem a jeho vytvářením.
Dalším rozšířením je Inno Setup Script #Includes od autora, který si říká LOGAN. Tato sada skriptů velmi příjemně uživatelsky zpřístupňuje některé funkce, vyžadující programování v Pascalu, jako je přidání tlačítka pro tisk licenční smlouvy, přehrávání hudby, změna velikosti a umístění obrázku v průvodci apod.

## Popularita
Díky svým vlastnostem a prakticky neomezené rozšiřitelnosti a licenčním podmínkám se stal Inno Setup oblíbeným i mezi komerčními společnostmi. Inno Setup proto použily například tyto společnosti:
- FeedDemon (Bradbury Software)
- Eraser Secure Removal Tool (Heidi Computers Ltd)
- floAt's Mobile Agent (GNU/GPL projekt)
- Free Pascal (GNU/GPL projekt)
- GamePark klient (klient serveru Gamepark.cz)
- hMailServer (GNU/GPL projekt)
- K-Lite Mega Codec Pack
- Lightning DOSBox Czech Series (Michal Zobec)
- NewsGator (Bradbury Software)
- PSPad (Jan Fiala, PSPad.com)
- Quemu (GNU/GPL projekt)
- Rajče.net klient (Miroslav Buček, Jiří Borek)
- Sandra (Sisoftware)
- Skype (Skype Limited)
- Spybot - Search and Destroy (Safer-Networking Limited)
- TopStyle (Bradbury Software)
- Winter Fun Pack for Windows XP (Microsoft)